# Ivo Mathé
Ivo Mathé (* 18. května 1951 Praha) je český televizní producent, scenárista, vysokoškolský pedagog a manažer.

## Profesní kariéra
Začínal v Československé televizi jakožto asistent produkce, po ukončení svých studií na FAMU pracoval již na místě produkčního, od roku 1976 do roku 1991 pak působil ve funkci vedoucího produkce Československé televize. V letech 1991 až 1992 působil jako šéfproducent uměleckých pořadů tamtéž. Od ledna do března 1992 byl prozatímním ředitelem nově vzniklé České televize (byl zvolen Českou národní radou) a od dubna 1992 do března 1998 byl prvním generálním ředitelem České televize (zvolen Radou České televize). Počátkem roku 1998 kandidoval i na pokračovací mandát, Rada ČT ovšem ve výběrovém řízení dala přednost Jakubovi Puchalskému. V letech 1995 až 1998 byl také viceprezidentem Evropské vysílací unie. 
V letech 1999 až 2003 pracoval jakožto vedoucí Kanceláře prezidenta České republiky Václava Havla. Zároveň vykonával funkci člena Správní rady ČVUT a AMU.
Od roku 1990 také působí jako pedagog na FAMU, v období 2005–2008 byl rektorem AMU. Od února 2008 zastával funkci prorektora. Rektorem AMU byl opět zvolen v říjnu 2008 na funkční období 2009–2013.
V prosinci 2011 ho po odstoupení ministra kultury Jiřího Bessera navrhlo několik umělců, např. Helena Třeštíková, David Černý nebo Jiří Bartoška, na jeho místo s tím, že by do čela resortu nastoupil člověk, který „mu rozumí a zároveň má respekt v uměleckých kruzích“. I přes počáteční odmítnutí hnutí Starostové a nezávislí navrhlo jeho jméno spolu s poslankyní Alenou Hanákovou předsedovi TOP 09 Karlu Schwarzenbergovi, který měl vybrat definitivní jméno. Na schůzce se Schwarzenbergem se své nominace vzdal, mimo jiné proto, že by prý jeho jméno mohlo kvůli jeho spojení s bývalým prezidentem Havlem vadit prezidentu Klausovi, který již dříve protestoval proti jmenování Schwarzenberga ministrem zahraničí.
Od roku 2015 působí jako Prezident České filmové a televizní akademie.

## Autorské působení
- Společně s Ladislavem Špačkem připravil televizní pořad Etiketa, v roce 2005 vyšel knižně
- Spolupracuje s týdeníkem Respekt